# پایگاه‌های موشکی زیرزمینی ایران
پایگاه‌های موشکی زیرزمینی ایران که در اکثر استانهای ایران به ویژه استان کرمان و سیستان و بلوچستان و در عمق ۵۰۰ متری زمین قرار دارند، برای اولین بار در ایران، در تاریخ ۲۲ مهرماه ۱۳۹۴ در صدا و سیما توسط امیرعلی حاجی زاده فرمانده نیروی هوافضای سپاه پاسداران رونمایی شد. این تصاویر سه روز پس از آزمایش موشک دور بردی توسط ایران منتشر شدند که ایالات متحده آمریکا آن را ناقض قطعنامه شورای امنیت می‌داند.